# アチェ党
アチェ党（アチェとう、アチェ語:Peureuté Acèh、インドネシア語:Partai Aceh）は自由アチェ運動 (GAM) を母体とするインドネシアの地方政党。

## 沿革

### 結党
2005年8月15日のヘルシンキ和平合意によりインドネシアではアチェ州でのみ地方政党の結党が認められ、2007年3月16日に「アチェの地方政党に関する政府規則2007年第20号」が発令された。同年6月4日、GAMは元軍事司令官ムザキル・マナフを党首としてアチェ独立運動党 (Partai Gerakan Aceh Merdeka、略称Partai GAM) の結党を宣言した。だが、党名にGAMを冠し党旗にGAMの旗を採用したことがインドネシア政府の反発を招き、同年12月10日に「地方の紋章に関する政府規則2007年第77号」が発令されて分離独立運動に使われていた旗やロゴの使用が禁止された。翌年2月23日、GAMは党名をアチェ自立運動党 (Partai Gerakan Aceh Mandiri、略称Partai GAM) に改名して再度申請したが、インドネシア平和インスティテュートが仲介に入り、GAMは同年4月22日に党名をアチェ党に改名した。

### 2009年の州議会選挙
2009年4月9日、アチェ州議会選挙が実施された。この選挙には地方政党が6、全国政党が38参加していたが、アチェ党が得票率46.91%で大勝し、州議会69議席中33議席を獲得した。なお、アチェ党以外で州議会の議席を獲得した地方政党は1議席を獲得したアチェ主権党だけだった。また、県・市議会では23ある県・市のうち11でアチェ党が第一党となった。

### アチェ党の分裂と2012年州知事選挙
2009年の総選挙の後、アチェ党内では州知事イルワンディ・ユスフ、副知事ムハンマド・ナザルと党幹部との対立が発生した。2011年12月4日、元GAM大アチェ県地区司令官のイルワンシャを党首、アチェ移行委員会 (KPA) で大アチェ県委員長を務めていたムハラム・イドリスを幹事長としてアチェ国民党が結成され、イルワンディ・ユスフは党の諮問会議議長となった。これにより、GAMはアチェ党とアチェ国民党の2党に分裂することになった。
2011年、アチェ党はGAMの元外務大臣ザイニ・アブドゥラを州知事候補、党首ムザキル・マナフを副知事候補として擁立した。一方、現職知事のイルワンディは元アチェ州居住・道路局長ムフヤン・ユナンを副知事候補として無所属で出馬した。アチェ統治法第256条では統一首長選挙への無所属での出馬は2006年の選挙に限って認められていたが、憲法裁判所は判決でこの条項を無効とし、アチェ党はこれを不服として選挙のボイコットを示唆した。これにより投票日は2回にわたり延期され、結局2012年4月9日にアチェ州知事選と19の県・市長選挙の投票が行われた。アチェ党候補ザイニ、ムザキル組は55.77%を獲得して当選し、また9つの県・市でアチェ党候補が当選した。

### 2014年の州議会選挙
2014年4月9日、アチェ州議会選挙の投票が行われた。この選挙には12の全国政党と3の地方政党が参加しており、地方政党では分裂したアチェ党とアチェ国民党の他、アチェ平和党が参加した。アチェ党は29議席を獲得して第一党の座を維持したものの、得票率は35.34%と前回の選挙より10%以上減少した。